# Hocco alector
Crax alector
Espèce
Statut de conservation UICN

 LC  : Préoccupation mineure
Le Hocco alector (Crax alector) est une espèce d'oiseau de la famille des Cracidae.

## Description
Il mesure 92 cm de longueur. Son plumage est d'un noir brillant mais le ventre et la base du dessous de la queue sont blancs. Il a une huppe de plumes ébouriffées, la pointe du bec gris, la base et la cire jaune à orange ou rougeâtre. Les pattes sont gris bleu.

## Répartition
On le trouve dans le nord de l'Amérique du Sud, en Colombie, Venezuela, les Guyanes et le grand Nord du Brésil.

## Habitat
Son habitat naturel est les forêts humides tropicales et les forêts galeries jusqu'à 1 500 m d'altitude.

## Liste des sous-espèces
Selon la classification de référence du Congrès ornithologique international (version 15.1, 2025) :
- Crax alector alector Linnaeus, 1766 — est du Venezuela, Plateau des Guyanes et nord du Brésil ;
- Crax alector erythrognatha Sclater, PL & Salvin, 1877 — est de la Colombie et sud du Venezuela.